# Mirall frontal

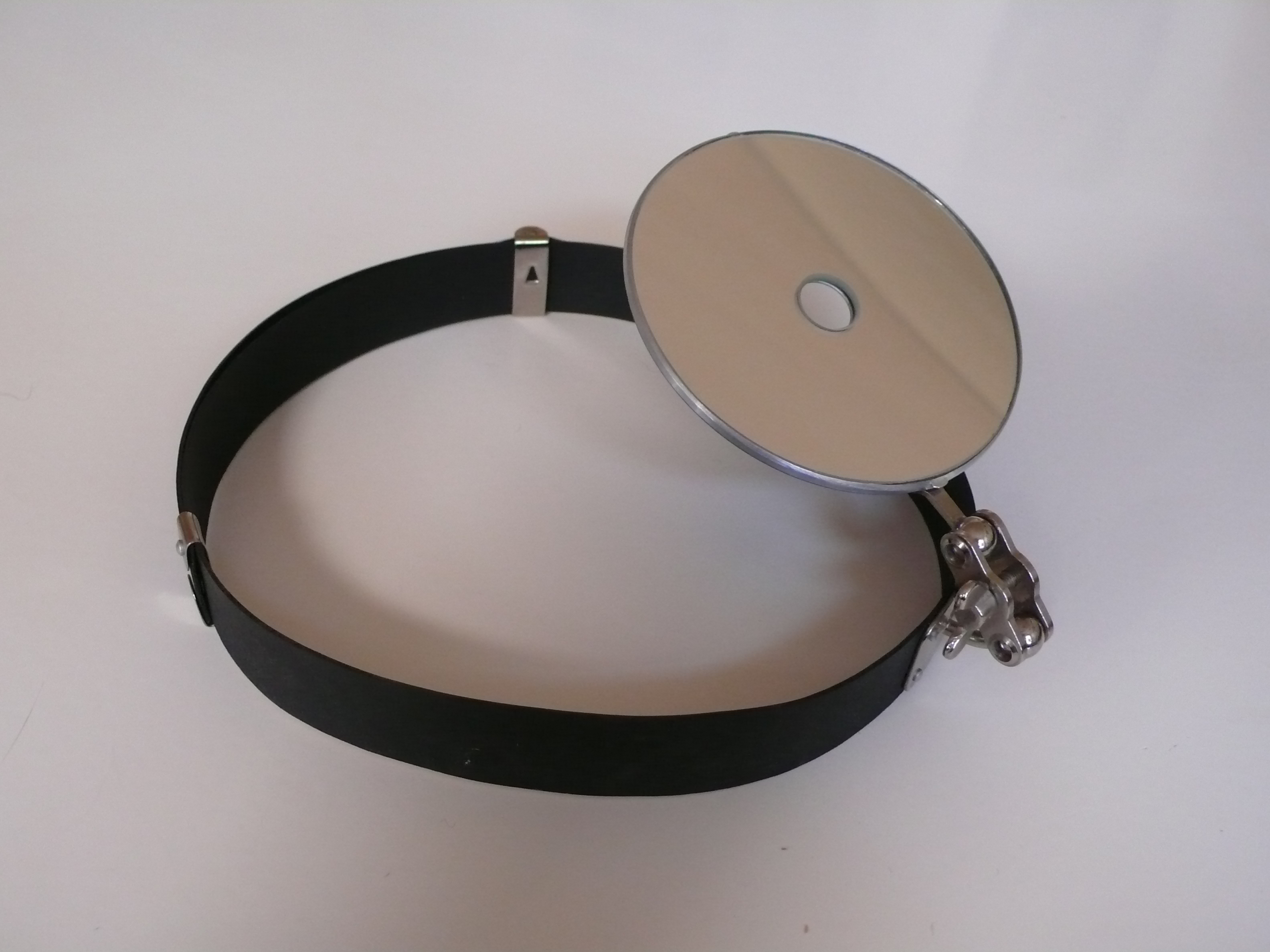
Mirall frontal

Un mirall frontal és un instrument propi del camp de l'otorinolaringologia, i també per il·luminar i explorar el fons de l'ull com un oftalmoscopi primitiu,que consisteix en un mirall còncau amb un forat que l'explorador se subjecta en el cap mitjançant una cinta. S'empra per concentrar i orientar els rajos lluminosos procedents d'una font externa cap a una cavitat (típicament la cavitat oral o nasal) i permetre simultàniament el seu examen, sense produir ombres. Amb l'aparició d'altres instruments (fibroscopi, otoscopi, llanternes tipus llapis), el seu ús és cada vegada menys habitual.
El mirall frontal, juntament amb el fonendoscopi, és un element propi de les caricatures dels metges, especialment dels metges de capçalera i dels otorrinolaringòlegs.

## Història

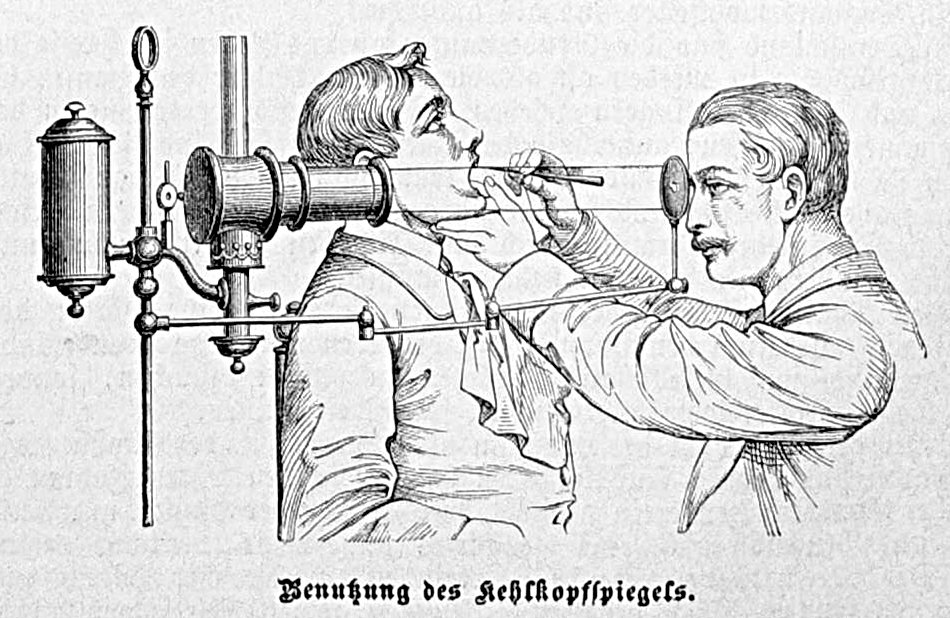
Examen de la laringe : trípode amb làmpada Reuter i mirall estenopeic alineable i fàcilment convergent amb forat per als ulls. Mirall laringi angulat al mànec que dirigeix la il·luminació i la visió per la gola (1887)

El doctor francès Pierre Borel, membre de l'Acadèmia de Ciències de París, va proposar al segle XVII  un mirall còncau com un instrument per als exàmens mèdics per poder tenir una millor il·luminació de les cavitats corporals va construir un mirall còncau per reflectir i enfocar la llum sobre l'objecte a examinar.
El 1845, el metge rural Friedrich Hofmann (1806–1886) va inventar un dispositiu consistent en un mirall còncau amb un forat central i un mànec per a la seva subjecció, que permetia examinar les cavitats de l'organisme humà (orals, faríngies, nasals i auditives, així com el conducte genital de la dona, i el recte). El mirall s'utilitzava per a la reflexió de rajos solars, si bé més tard es van usar altres fonts de llum artificial, com un llum d'alcohol o querosè. Aquest dispositiu va tenir una ràpida acceptació per part dels otólogos més famosos de l'època. Friedrich Semeleder (1832–1901) i Carl Stellwag van disposar un mirall còncau unit al pont nasal d'una montura d'ulleres, juntament amb una articulació per canviar la posició davant d'un ull o l'altre.
La necessitat de tenir ambdues mans lliures durant l'examen dels pacients o la realització de determinades intervencions quirúrgiques, va motivar el perfeccionament ulterior del dispositiu ideat per Hoffmann. Johann Czermak li va adossar una tija per sostenir-lo entre les dents, mecanisme que tampoc va produir resultats satisfactoris. Posteriorment va tenir la senzilla, però brillant ocurrència de fixar el mirall a un cinta que s'ajustava al voltant del cap.

## Descripció i ús

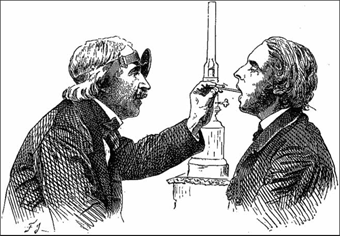
Ús d'un mirall frontal amb una flama oberta com a font de llum per a la reflexió de la laringe (làmpada de querosè) (1884)

Consisteix en un mirall còncau amb un orifici al centre i fixat, mitjançant un colze mòbil, a una cinta semirígida que es col·loca al voltant del cap de l'explorador, permetent que aquest tingui les mans lliures.
El diàmetre del mirall pot variar entre 9 cm i 12 cm. El mirall concentra la llum reflectida a una distància de 25–30 cm, que correspon a la distància visual de l'explorador.
El mirall ha de col·locar-se amb l'orifici just davant de l'ull no dominant (normalment l'esquerre). Cal tenir habilitat per dirigir la llum al lloc precís que es vol explorar sense haver de posar el cap en postures forçades.
El mirall frontal reflecteix la llum d'un llum col·locat al costat del pacient que apunta directament al metge i, per tant, al mirall frontal. El mirall reflecteix la llum al punt a explorar, que el metge aconsegueix en visió estereoscòpica si s'ha posat correctament el mirall.
El llibre Atenció Primària. Conceptes, organització i pràctica clínica descriu d'aquesta manera els passos a seguir per a un ús correcte del mirall frontal.
1. Col·locació d'una font de llum (llum) 50 cm per darrere i lateralment a la cadira d'exploració que ocupa el pacient (a la dreta d'aquest).
2. Col·locació del mirall frontal en el front de l'explorador que es troba assegut enfront del pacient, de manera que tapi l'ull del costat que està situada la font de llum (ull esquerre).
3. Tot seguit l'explorador tanca l'ull contralateral (ull dret) i mira a través de l'orifici del mirall frontal (ull esquerre), mobilitzant el mirall fins que el seu camp visual coincideixi amb el de la llum reflectida.
4. Finalment, l'explorador obre l'ull contralateral (dret) per obtenir una visió binocular i iniciar la inspecció.

## Caricatura mèdica
A part de la bata blanca i l'estetoscopi, el mirall frontal és fàcilment, un símbol per a reconèixer gràficament a un metge (particularment als otorrinos), imatge que es sol mostrar sovint en els còmics.